# 1341
1341 (MCCCXLI) fue un año común comenzado en lunes del calendario juliano.

## Acontecimientos
- Se descubren las islas de Tenerife y Gran Canaria por marinos castellanos.
- 15 de agosto - Capitulación de la localidad de Alcalá la Real, (Jaén) a manos del ejército de Alfonso XI de Castilla.

## Nacimientos
- 5 de junio - Edmundo de Langley hijo del rey Eduardo III de Inglaterra.

## Fallecimientos
- 2 de marzo - Marta Eriksdotter de Dinamarca
- Leo V de Armenia, rey de Armenia (asesinado)